# Festival Internacional de Cinema de Berlim 1967
A 17ª edição anual do Festival Internacional de Cinema de Berlim foi realizado entre os dias 23 de junho a 4 de julho de 1967. O Urso de Ouro foi concedido ao filme belga Le Départ, dirigido por Jerzy Skolimowski.

## Júri
As seguintes pessoas foram anunciados como jurados do festival:
- Thorold Dickinson (chefe do júri)
- Rüdiger von Hirschberg
- Knud Leif Thomsen
- Michel Aubriant
- Sashadhar Mukerjee
- Aleksandar Petrović
- Willard Van Dyke
- Manfred Delling

## Filmes em competição
Os seguintes filmes competiram pelo prêmio Urso de Ouro:
| † | Vencedor do prêmio principal de melhor filme em sua seção |
| Título                          | Diretor(es)              | País                   |
| ------------------------------- | ------------------------ | ---------------------- |
| Alle Jahre wieder               | Ulrich Schamoni          | Alemanha               |
| Buđenje pacova                  | Živojin Pavlović         | Iugoslávia             |
| El ABC del amor                 | Rodolfo Kuhn             | Argentina Brasil Chile |
| Het gangstermeisje              | Frans Weisz              | Países Baixos          |
| Historien om Barbara            | Palle Kjærulff-Schmidt   | Dinamarca              |
| Här har du ditt liv             | Jan Troell               | Suécia                 |
| Il fischio al naso              | Ugo Tognazzi             | Itália                 |
| La Collectionneuse              | Éric Rohmer              | França                 |
| La notte pazza del conigliaccio | Alfredo Angeli           | Itália                 |
| Le Départ                       | Jerzy Skolimowski        | Bélgica                |
| Le Mur                          | Serge Roullet            | França                 |
| Le Vieil Homme et l'Enfant      | Claude Berri             | França                 |
| Liv                             | Pål Løkkeberg            | Noruega                |
| Livet är stenkul                | Jan Halldoff             | Suécia                 |
| Paranoia                        | Adriaan Ditvoorst        | Países Baixos          |
| San                             | Mladomir Puriša Đorđević | Iugoslávia             |
| Sekishun                        | Noboru Nakamura          | Japão                  |
| The Whisperers                  | Bryan Forbes             | Reino Unido            |
| To prosopo tis Medousas         | Nikos Koundouros         | Grécia                 |
| Tätowierung                     | Johannes Schaaf          | Alemanha               |

## Prêmios
Os seguintes prêmios foram concedidos pelo júri:
- Urso de Ouro: Le Départ por Jerzy Skolimowski
- Urso de Prata de Melhor Diretor: Živojin Pavlović por Buđenje pacova
- Urso de Prata de Melhor Atriz: Edith Evans por The Whisperers
- Urso de Prata de Melhor Ator: Michel Simon por Le Vieil Homme et l'Enfant
- Grande Prêmio do Júri: 
  - Michael Lentz por Alle Jahre wieder
  - Éric Rohmer por La Collectionneuse
- Prêmio de Filme Juvenil
  - Melhor Longa Metragem: La Collectionneuse por Éric Rohmer
- Prêmio FIPRESCI
  - Alle Jahre wieder por Ulrich Schamoni
- Prêmio Interfilm
  - Här har du ditt liv por Jan Troell e Le Vieil Homme et l'Enfant por Claude Berri
- Prêmio Interfilm – Menção honrosa
  - The Whisperers por Bryan Forbes
- Prêmio OCIC 
  - The Whisperers por Bryan Forbes
- Prêmio C.I.C.A.E.
  - Här har du ditt liv por Jan Troell
- Prêmio C.I.D.A.L.C.
  - Här har du ditt liv por Jan Troell
- Prêmio C.I.D.A.L.C. Gandhi
  - Le Vieil Homme et l'Enfant por Claude Berri
- Prêmio UNICRIT
  - Le Départ por Jerzy Skolimowski